# Fittja (tunnelbanestation)
Fittja är en tunnelbanestation längs Stockholms tunnelbana, röda linjen, och togs i bruk den 1 oktober 1972. Avståndet från station Slussen är 17,5 kilometer. Det är en utomhusstation belägen vid Fittja centrum bestående av en plattform utomhus. Den har en biljetthall.
På stationen finns ett exemplar av Carl Fredrik Reuterswärds skulptur Den knutna revolvern, invigd 2002. Exemplar av skulpturen finns även på två andra platser knutna till SL; Tunnelbanestationen Åkeshov och roslagsbanestationen Täby centrum. Det mest berömda exemplaret, som också är större, står utanför FN:s högkvarter i New York i USA.
I stationens entré mot Fittja centrum hänger två ljusskulpturer av opalfärgad plast skapade av Eva Rosengren och invigda 2002.
Öster om stationen ligger en kombinerad bro och viadukt, som är 770 meter lång och tunnelbanenätets näst längsta bro. Skillnaden mellan bro och viadukt anses vara att broar går över vatten. Bron kallas Albysjöns järnvägsbro och korsar Albysjön.

## Galleri

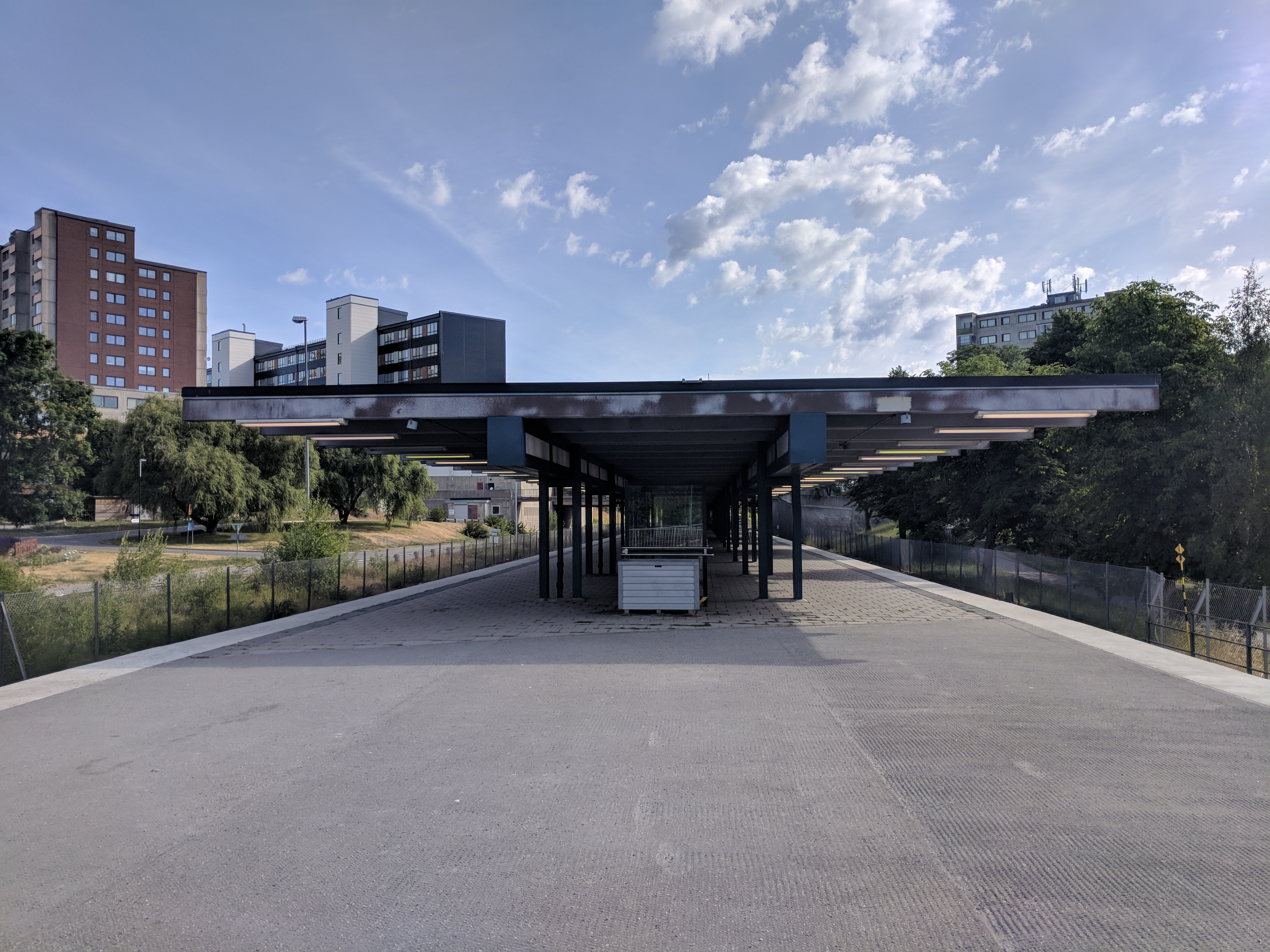
Perrongen
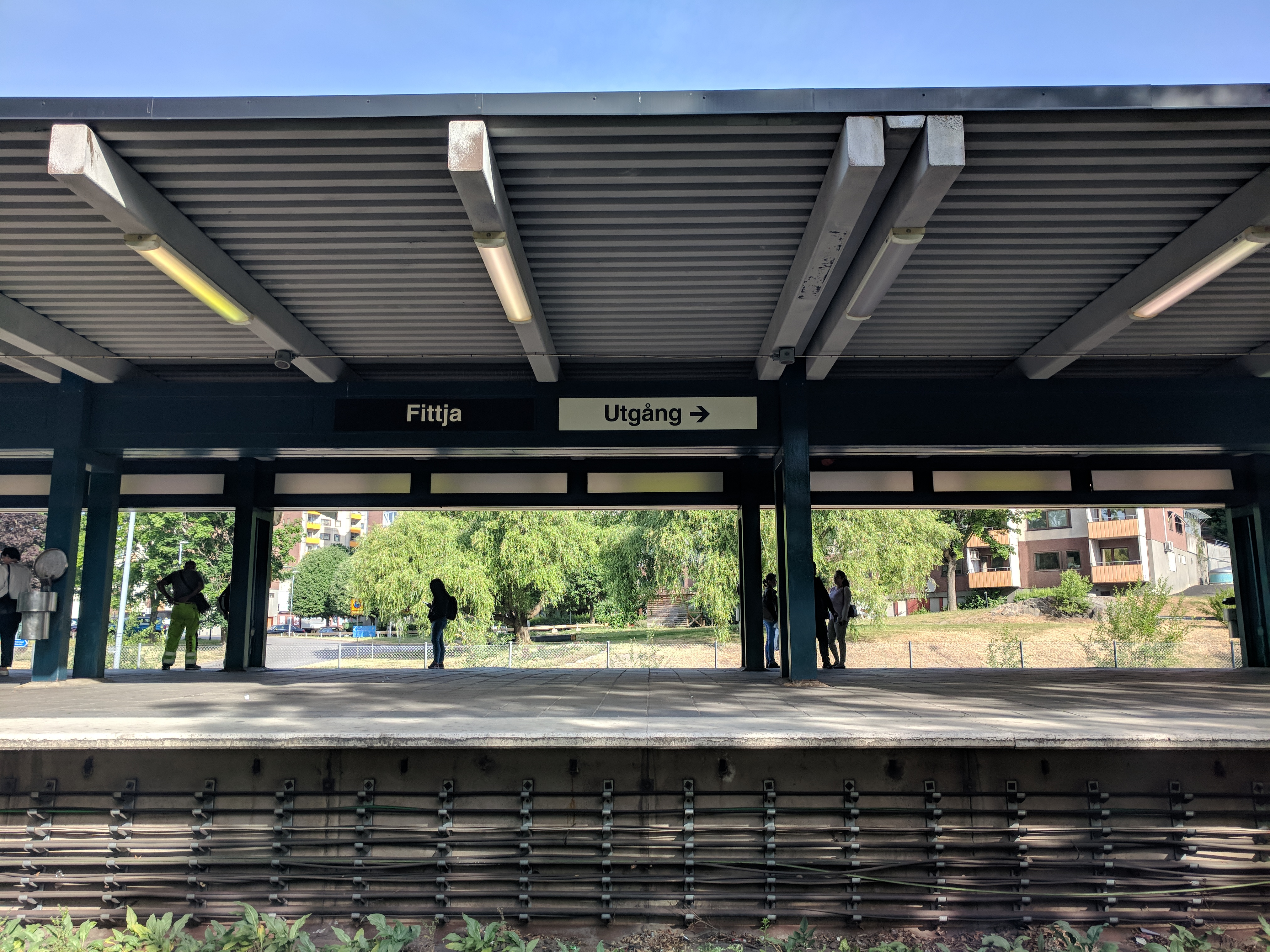
Perrongen
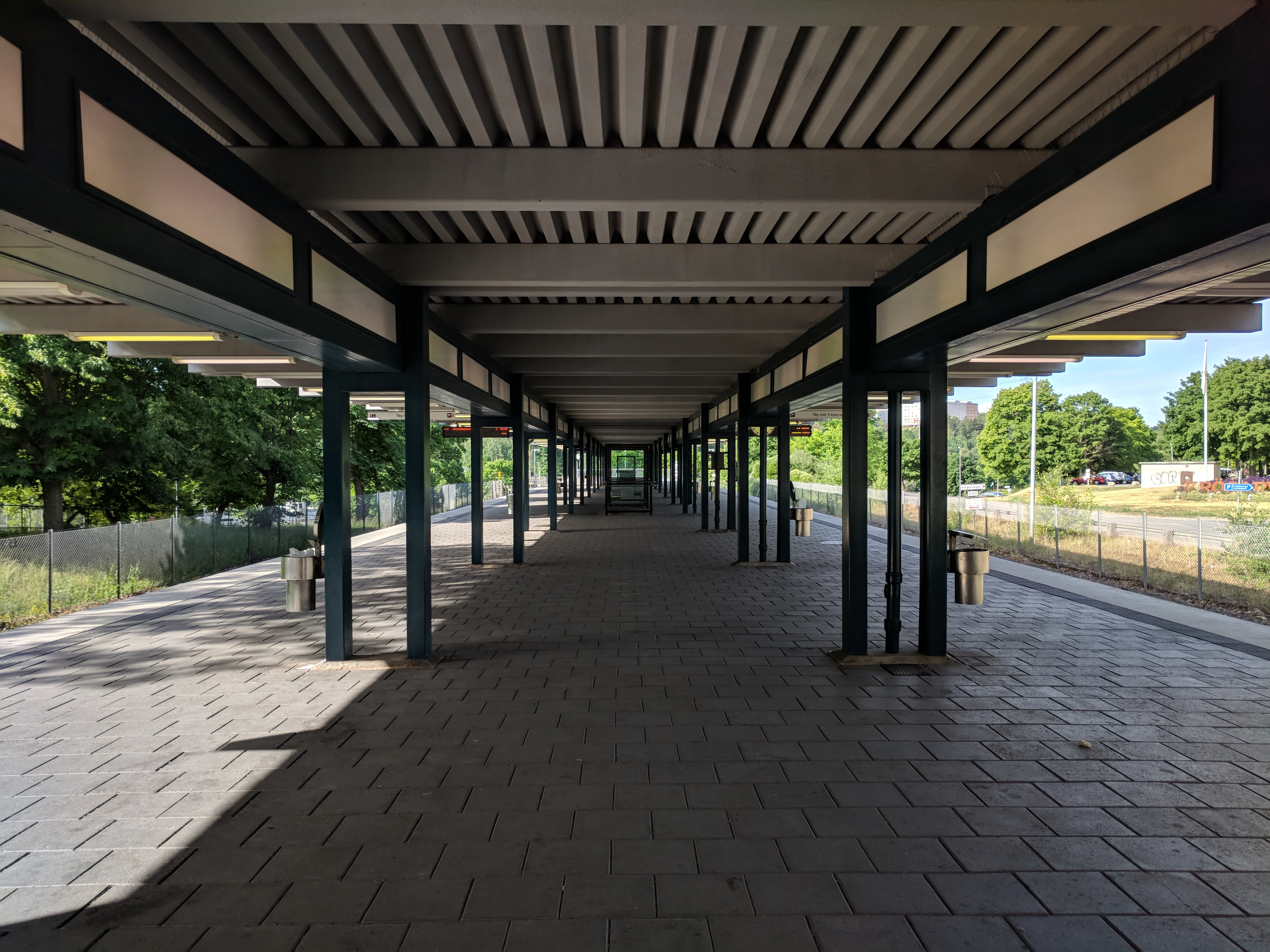
Perrongen
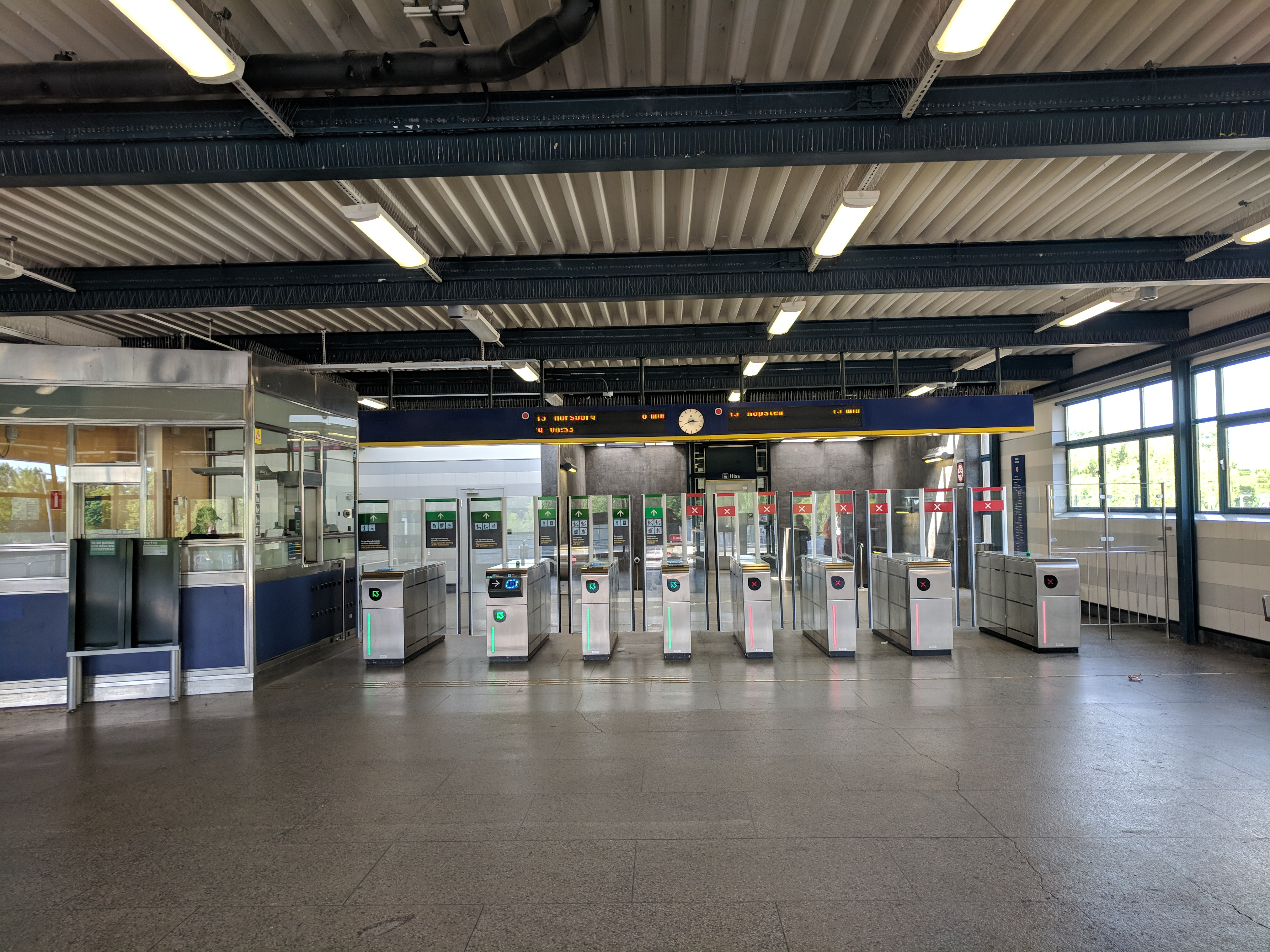
Biljetthallen
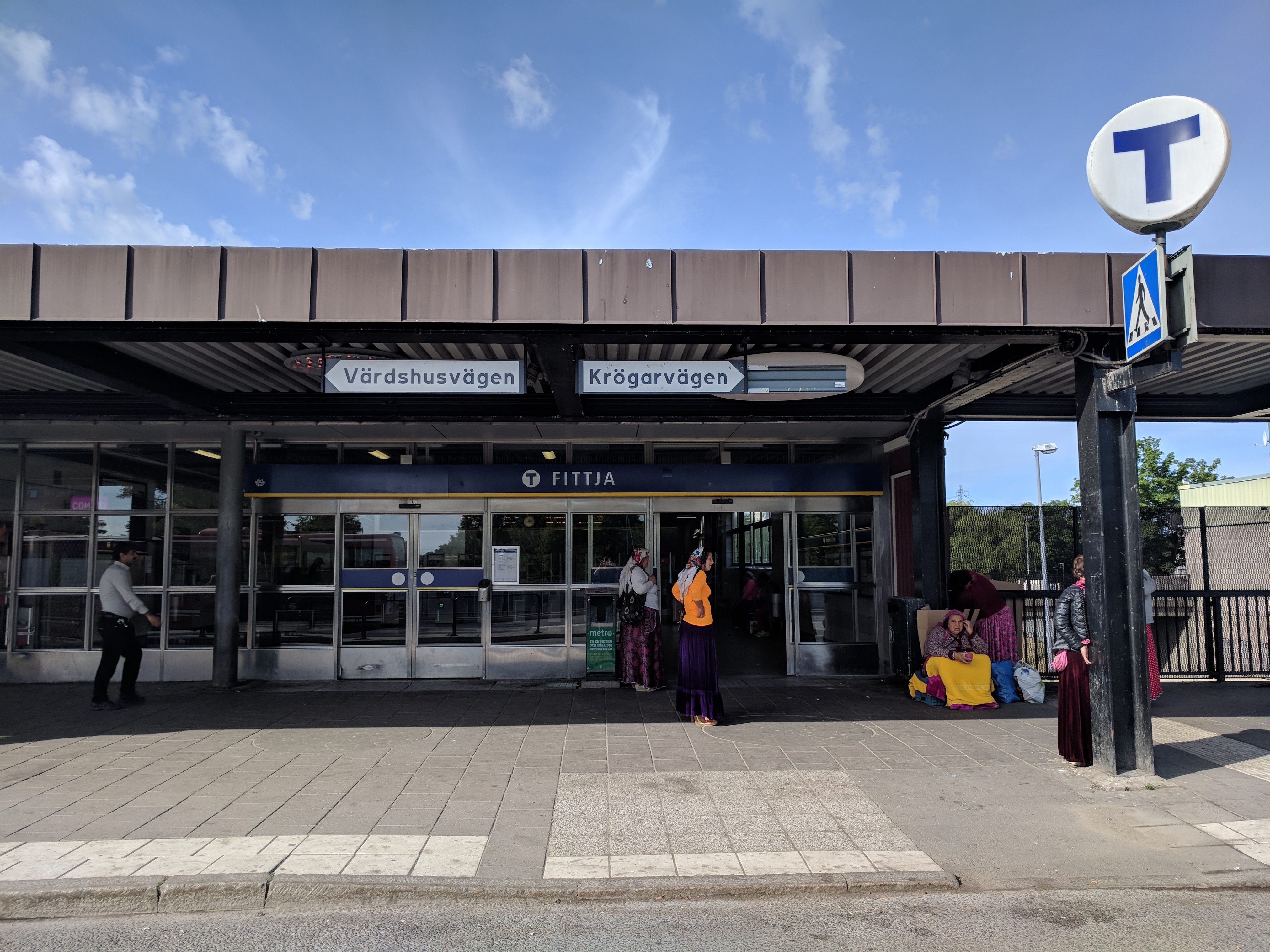
Ingången
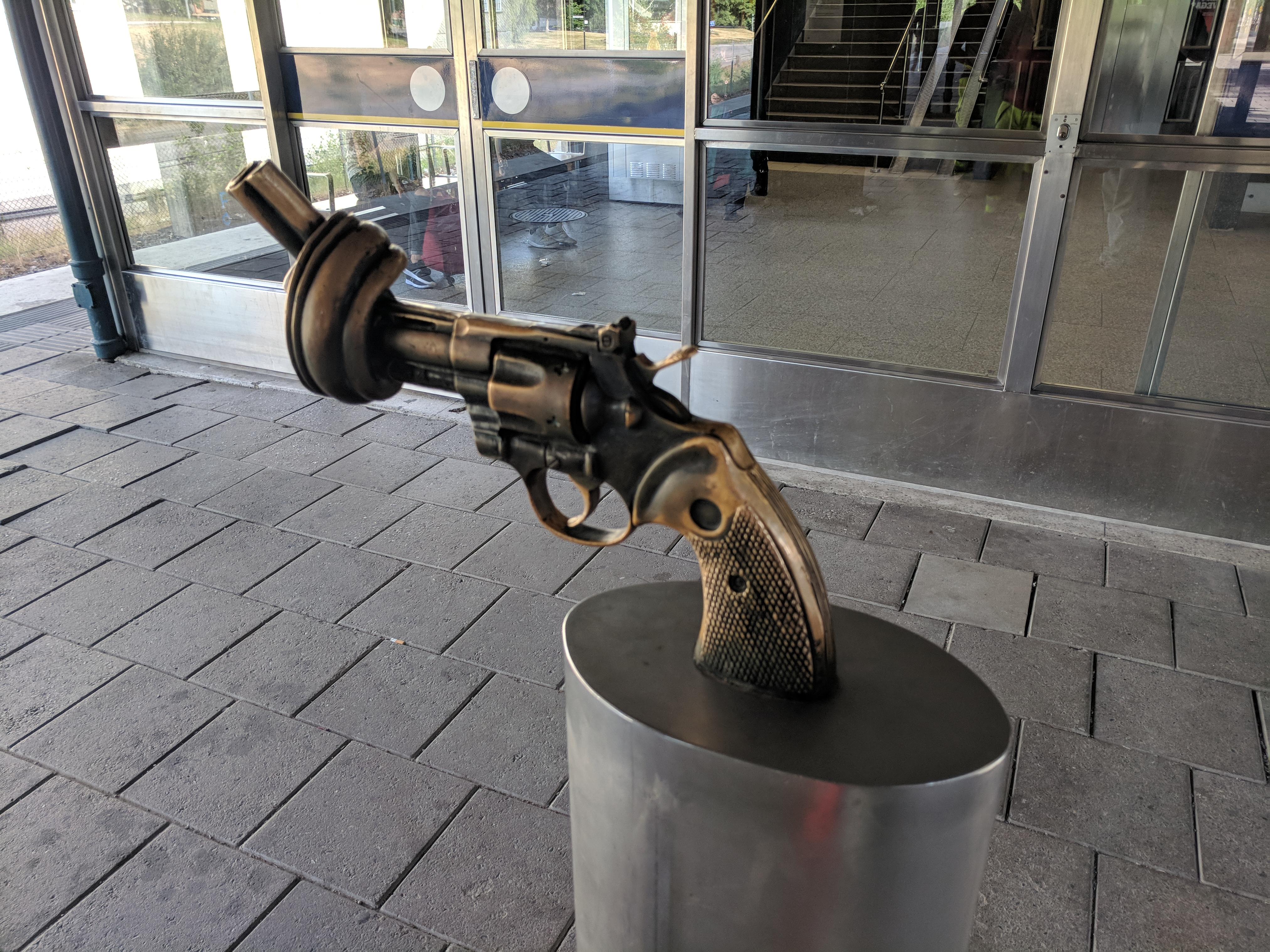
Konstärlig utsmyckning
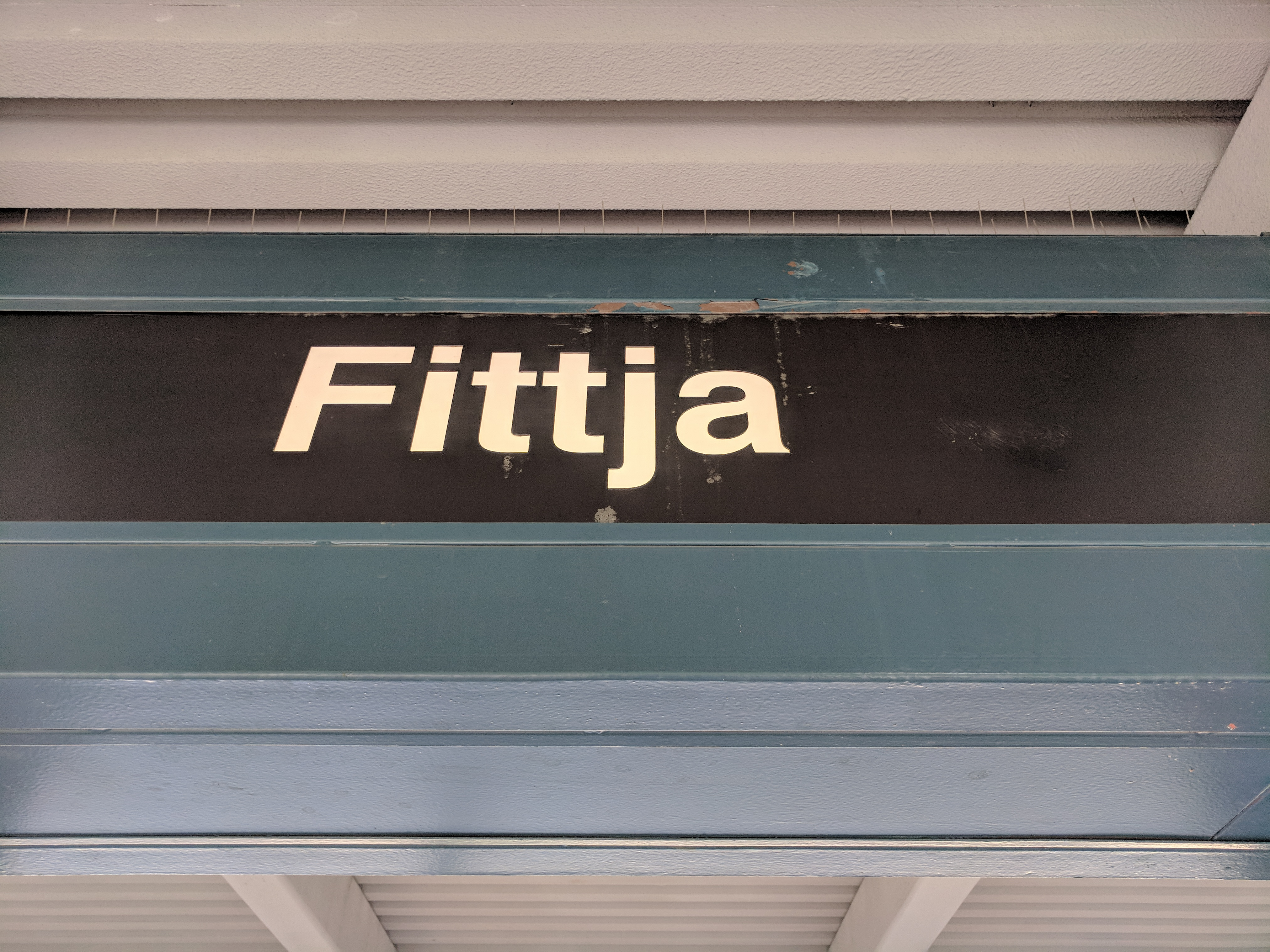
Stationsskylt